# Pelouses et landes serpentinicoles du sud de la Haute Vienne
Pelouses et landes serpentinicoles du sud de la Haute Vienne este o arie protejată (sit de importanță comunitară — SCI) din Franța întinsă pe o suprafață de 260 ha, integral pe uscat.

## Localizare
Centrul sitului Pelouses et landes serpentinicoles du sud de la Haute Vienne este situat la coordonatele 45°34′56″N 1°24′13″E / 45.58222°N 1.40361°E.

## Înființare
Situl Pelouses et landes serpentinicoles du sud de la Haute Vienne a fost declarat arie specială de conservare în baza directivei 92/43 din 1992 referitoare la conservarea habitatelor naturale și a faunei și florei sălbatice pentru a proteja 5 specii de animale.

## Biodiversitate
Situată în ecoregiunea continentală, aria protejată conține 7 habitate naturale: Pajiști umede atlantice temperate cu Erica ciliaris și Erica tetralix, Pajiști uscate europene, Pajiști uscate seminaturale și facies de acoperire cu tufișuri pe substraturi calcaroase (Festuco-Brometalia) (* situri importante pentru orhidee), Pante stâncoase silicioase cu vegetație casmofită, Roci stâncoase cu vegetație pionieră de Sedo-Scleranthion sau Sedo albi-Veronicion dillenii, Pajiști cu Molinia pe soluri calcaroase, turboase sau argilos-nămoloase (Molinion caeruleae), Formațiuni de Juniperus communis pe lande sau pajiști calcaroase.
La baza desemnării sitului se află mai multe specii protejate:
- amfibieni (1): izvoraș-cu-burta-galbenă (Bombina variegata)
- nevertebrate (4): Coenagrion mercuriale, fluturele auriu (Euphydryas aurinia), Euplagia quadripunctaria, rădașcă (Lucanus cervus)

Pe lângă speciile protejate, pe teritoriul sitului au mai fost identificate 30 de specii de plante, 4 specii de păsări, 1 specie de amfibieni, 2 specii de mamifere, 7 specii de nevertebrate, 2 specii de reptile.